# ポーター・J・ゴス
ポーター・ジョンストン・ゴス（英語: Porter Johnston Goss、1938年11月26日 - ）は、第19代中央情報長官（CIA長官）であり、初代中央情報局長官である。

## 経歴
コネチカット州のウォーターバリーに生まれた。1960年、イェール大学文学部（古典ギリシア語を専攻）卒。大学の同期生には、国連大使・アメリカ合衆国国家情報長官・駐イラク大使を務めた外交官のジョン・ネグロポンテがいる。

### CIA工作官として
大学卒業後、中央情報局（CIA）に入局。作戦本部工作官として中南米（キューバ、ハイチ、ドミニカ、メキシコなど）、欧州に勤務。
1970年、稀な伝染病にかかり危篤状態に陥る。CIAの同僚はゴスにフロリダ州のサニベル市で静養するように説得した。1972年にCIAを退職し、サニベル市で小ビジネスのオーナーとなって新聞社を設立した。サニベル市の自宅は、同じような過去を持った退役情報機関員にとって憩いの場でもあった。

### 政治家として
1974年、サニベル市議会に選出されたゴスは間もなくサニベル市長となった。1983年から1988年までリー・カントリー理事会の理事となり、その内2年間は理事長を務めた。
1989年、共和党から下院議員に選出され、以後ほぼ16年間フロリダ州を代表した。下院において、彼は1997年から情報委員会委員長、2001年9月11日後に設置された下院合同調査会で副議長を務めた。CIAに対して支配権を握るようになる。
ゴスは下院議員として、アメリカ軍のイラク侵攻、サッダーム・フセイン体制の打倒、対テロ活動の予算増加、並びに2003年度のイラク及びアフガニスタンでの軍事作戦への追加資金の割当に賛成した。
またゴスは、いわゆる「アメリカとの契約」の署名者の1人であった。これに署名した政治家は、情報部及び軍の予算の増加、並びに国連指導下でのアメリカ軍の行動の拒絶等を規定する国家安全保障制度回復法案を下院に提出する義務を負っていた。

### CIA長官として
2004年8月10日、ジョージ・W・ブッシュ大統領は、「ポーター・ゴスは、諜報とテロ対策の大きな経験を有するリーダーだ。彼は、CIAを余すところなく知っている」と表現しつつ、ゴスを中央情報長官（CIA長官）に推薦した。ゴスの推薦は、米上院により77対17で承認され、2004年9月24日、7月にイラクの大量破壊兵器保有問題で「重大な間違い」をしたとして退任していたジョージ・J・テネットの後任として、CIA長官に就任した。なお、2004年7月11日から2004年9月24日までは、ジョン・E・マクラフリンがCIA長官職を代行していた。2005年4月21日、中央情報長官の職務が国家情報長官と中央情報局長官に分けられ、ゴスは初代中央情報局長官となった。
CIA長官就任以来のゴスには、国家情報長官のネグロポンテや、CIA高官との紛争が伝えられている。特に、作戦本部（ゴスの下で国家秘密本部（National Clandestine Service）に改編）と防諜センターとの紛争が知られている。紛争の本質は、ゴスが諜報の重点を技術的手段からヒューミントに移そうと試みたことにある。
ゴスの改革の結果、中央情報局副長官のマクラフリン、行政本部長バジー・クロンガード、情報本部長ジャミ・ミシック、作戦本部副部長ロバート・リチャーが辞任し、2004年11月には、作戦計画の立案を担当していた2人の高官、スティーブン・カペルスとマイケル・サリクも辞任した。2006年2月には、防諜センター長ロバート・グリナーも辞任した。グリナーは、辞任前日、ウサーマ・ビン・ラーディンとアブー・ムスアブ・アッ＝ザルカーウィーを捕まえられなかったことで辞任を迫られたと同僚に電子メールを送った。元CIA職員達はマスコミを焚きつけて、ゴスの改革の批判キャンペーンを展開した（さらに、ヨーロッパ、中近東、アジアの工作責任者含め三十数人）。
2006年2月、ゴスは、内部情報の漏洩に対する調査を開始するように指示した。さらに「非常に小規模なグループ」がジャーナリストへの秘密情報の提供に従事していると確信するメールを全職員に送った。また、CIA指導部は、プレスとの無許可の接触が年金資格を失わせることにもなると退役職員に警告した。
2006年5月6日、ブッシュ大統領はゴスの辞表を受理した。在任期間は2年に満たなかった。この際、ブッシュは「彼は自分の官庁を上手く指導した。彼は、分析官と工作官増員の5カ年計画を作成した」と指摘した。

## パーソナル
スペイン語とフランス語を解する。妻帯。4人の子供と11人の孫を有する。